# Aloys Kunc
Aloÿs Martin Cunq  (* 1. Januar 1832 in Cintegabelle; † 7. März 1895 in Toulouse) war ein französischer Organist und Komponist.

## Leben
Kunq, der 1851 den Künstlernamen Kunc annahm, war zunächst Organist an der Kathedrale von Lombez (1852) und Kapellmeister an der Kathedrale von Auch (1857). Er ließ sich dann in Toulouse nieder und war Organist an den Kirchen St.-Aubin (1863) und Jesu (1865), bevor er 1870 Kapellmeister an der Kathedrale von Toulouse wurde.
Kunc' bedeutendster Schüler war der Komponist Henri Busser. Von Kunc selbst sind einige kirchenmusikalische Werke überliefert, darunter ein Tantum ergo für vierstimmigen gemischten Chor und Orgel und die Herz-Jesu-Kantate Pitie, mon Dieu. Auch seine Söhne Aymé und Pierre Kunc wurden als Komponisten bekannt, sein Sohn Camille leitete als Dirigent die Opernorchester von Algier, Nizza und Toulon.